# Clarence Thomas
Clarence Thomas (ur. 23 czerwca 1948 w Pin Point koło Savannah, Georgia) – amerykański prawnik, od 1991 sędzia Sądu Najwyższego USA. Jest drugim Afroamerykaninem zasiadającym w tym organie sądowym (zastąpił Thurgooda Marshalla). Uważany za konserwatystę.

## Pierwszy etap kariery zawodowej
W latach 1974–1977 był współpracownikiem Prokuratora Generalnego Stanu Missouri, jednak kiedy jego szef John Danforth został senatorem, Clarence Thomas przeniósł się do prokuratury w Saint Louis. W latach 1979–1981 był współpracownikiem senatora Danfortha do spraw legislacyjnych.
W 1981 został asystentem Sekretarza Edukacji od praw człowieka. Rok później został przewodniczącym rządowej Komisji ds. Równości w zatrudnieniu (en. Equal Employment Opportunity Commission).
W 1990 prezydent George H.W. Bush mianował go sędzią Sądu Apelacyjnego Dystryktu Kolumbii.

## Działalność w Sądzie Najwyższym
28 czerwca 1991 w stan spoczynku przeszedł Thurgood Marshall, pierwszy Afroamerykanin zasiadający w Sądzie Najwyższym USA. 9 lipca 1991 prezydent George H.W. Bush nominował Thomasa na następcę Marshalla. Mimo ujawnienia skandalu seksualnego (molestowanie Anity Hill) 15 października 1991 Senat zatwierdził tę kandydaturę (52 głosów za i 48 przeciw), co było najgorszym wynikiem w XX wieku przy powoływaniu sędziów Sądu Najwyższego.